# Jan-Erik Ryman
Jan-Erik Ryman, född 10 januari 1922 i Västerås, död 28 januari 2009, var en svensk ingenjör.
Ryman utexaminerades från Kungliga Tekniska högskolan 1948, var förste assistent och forskningsassistent där 1948–1950, anställdes av AB Skandinaviska Elverk 1950, blev överingenjör där 1959, direktör 1962, var verkschef och energiverksdirektör på Stockholms energiverk med dotterbolag 1967–1986 och verkställande direktör för Stor-Stockholms Energi AB (STOSEB) 1978–1986. 
Ryman var bland annat styrelseordförande i Mellansvenska kraftgruppen, vice ordförande i Forsmarks Kraftgrupp AB, styrelseledamot i Oskarshamnsverkets Kraftgrupp AB och Krångede AB samt president i Union Internationale des Distributeurs de Chaleur 1975–1979 och permanent ledamot av Ingenjörsvetenskapsakademiens tekniska råd.